# Большой Волоколамский проезд
Большо́й Волокола́мский прое́зд — улица на северо-западе Москвы в районе Щукино Северо-Западного административного округа от Волоколамского шоссе вдоль железнодорожных линий Малого кольца МЖД.

## Происхождение названия
Назван в 1958 году по Волоколамскому шоссе, к которому переулок прилегает. Определение Большой отличает переулок от 1-го и 3-го Волоколамских переулков. Прежнее название — Малая улица Октябрьские Лагеря.

## Описание
Большой Волоколамский проезд начинается от Волоколамского шоссе, проходит на юго-восток вдоль железнодорожных линий Малого кольца МЖД у станции «Серебряный бор».

## Учреждения и организации
по нечётной стороне:
по чётной стороне:
- № 6 — Усадьба Банная на Октябрьском поле;
- № 12, корпус 2 — продбаза Северо-Запад-2.